# Jan Sienieński (zm. 1580)

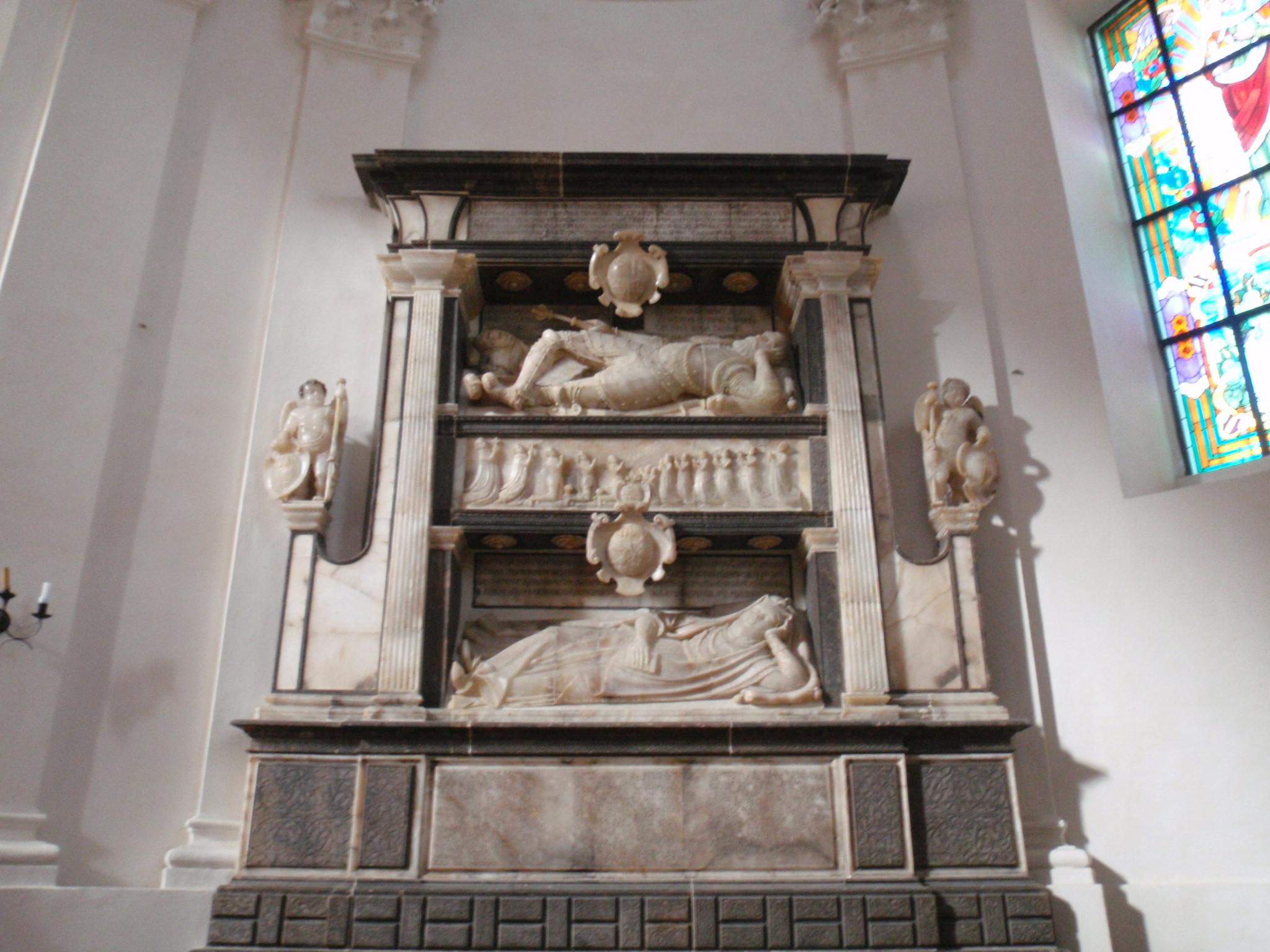
Nagrobek Sienieńskich w kościele Świętego Wawrzyńca w Rymanowie

Jan Sienieński (Gołogórski) herbu Dębno (ur. ok. 1532, zm. 1 sierpnia 1580 w Słucku) – kasztelan halicki w latach 1576-1577,  podkomorzy sanocki w latach 1570-1576, właściciel Rymanowa.
Jego ojcem był Zbigniew Sienieński (zm. 1567/1568), kasztelan sanocki, właściciel Rymanowa (dwór w Rymanowie), Wisłoczka, Iwonicza, Klimkówki, Ladzina, Sieniawy, Deszna, Głębokiego, Królika Polskiego.
Został posłem ziemi sanockiej na sejm piotrkowski 1565 roku, poseł na sejm lubelski 1566 roku z ziemi lwowskiej, 1569, posłem na sejm konwokacyjny w 1573. W 1576 został posłem sejmu koronacyjnego od województwa ruskiego.
Sędzia sądów generalnych województwa ruskiego w 1575 roku.
Jego żoną była Zofia Paniowska, córka starosty żydaczowskiego Jerzego Paniowskiego.
Nagrobek Jana Sienieńskiego i jego żony Zofii z Paniowa został umieszczony w kościele Świętego Wawrzyńca parafii pod tym wezwaniem w Rymanowie.